# Dzsucse

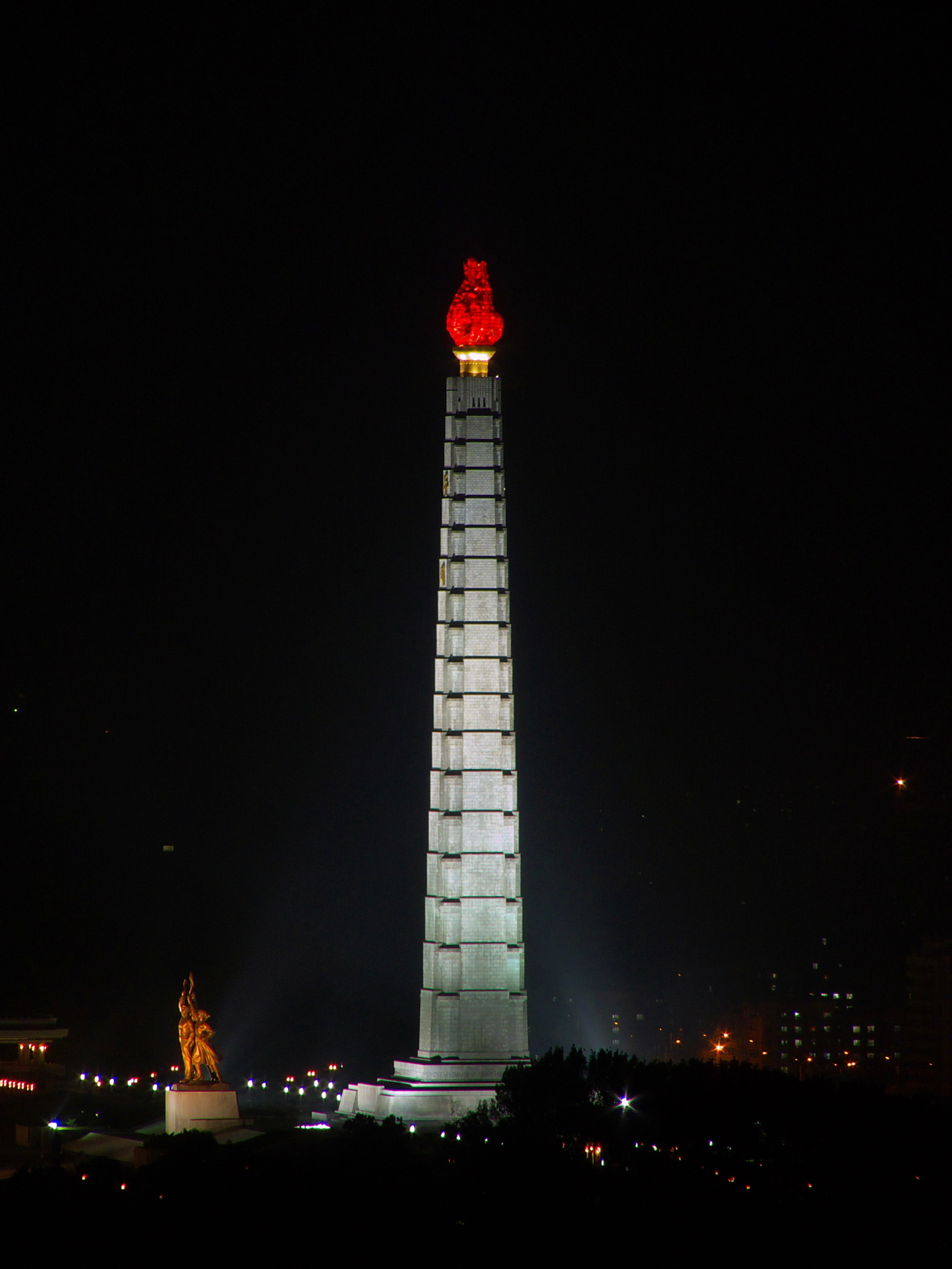
A Dzsucse-torony Phenjanban, csúcsán az eszmerendszer jelképével, a vörös lángcsóvával

A dzsucse, más átírásban: csucshe (hangul: 주체, handzsa: 主體, RR: Juche, ’uralom önerőből’) autarkikus és izolacionista, rendkívül kevert politikai és valamelyest vallási eszmerendszer, Észak-Korea hivatalos ideológiája és a rajta alapuló állam, valamint az azt uraló Kim-dinasztia hatalmának alappillére. Észak-Korea első vezetője, Kim Ir Szen alkotta meg a marxista, a marxista–leninista, a sztálinista, a maoista, a különböző nacionalista, a neokonfucianista és a hagyományos koreai eszmék és szokások összedolgozásával.

## Főbb megkülönböztető jellegzetességei
A dzsucse nagyban eltér a kommunizmus alapeszméjétől. Íme néhány példa:
- a történelem fő mozgatóerői a modern korban immár nem az osztályok, hanem a nemzetek,
- az antiglobalizmus filozófiáját integrálja a kommunista elméletbe,
- a forradalmi világnézet alapja a párt és a Kim-dinasztia iránti megkérdőjelezhetetlen hűség,
- Kim Ir Szen halála után vallási elemekkel gazdagodott az ideológia: Kim Ir Szen halhatatlan lélekként halála után is jelen van mint örökös elnök.

## Története
A dzsucsét Kim Ir Szen hirdette ki 1955. december 28-án, amikor egy Korea-központú forradalom szükségességéről beszélt. 
A vezér szerint a dzsucse a „másoktól való függés megtagadása és az egyén erejének használata az ember saját erejébe vetett hitével és az önellátás forradalmi szellemének kimutatása”. A dzsucse Észak-Korea céljaihoz kapcsolódik: egy független külpolitikához, a gazdasági önellátáshoz és az önmagára támaszkodó hadsereghez. Az eszme kinyilatkoztatása 1955-ben az első lépés volt egy nagy, jól működő, Kim teljes befolyása alatt álló politikai hatalom felé. A dzsucse megalkotása a külföld felé érdeklődő személyek központi irányításból való eltüntetésének filozófiai eszköze, célja a Kína- és szovjetbarátok és a Kim-ellenesek eltüntetése volt.
A dzsucse nem vált egyik napról a másikra jelentős ideológiává. Észak-Korea első tíz éve alatt a marxizmus–leninizmust megkérdőjelezhetetlenül az egyetlen hivatalos eszmének tartották. A Szovjetunióhoz és Kínához való szoros kapcsolatok tiszteletben tartása miatt a nacionalizmus a háttérbe szorult. Kim Ir Szen az 1950-es évek végén nagy erőfeszítéseket tett a dzsucse elfogadtatására. Hangsúlyozta, hogy bár a marxizmus-leninizmus is tartalmaz forradalmi eszméket, de csak a dzsucse képes új utakat nyitni a forradalmi Észak-Korea felé.
Kim ideológiája első fontos próbatételéhez az 1960-as években ért. Az 1950-es években a vezető segítséget tudott szerezni a szovjet- és Kína-barát párttagokkal szemben, de a 60-as évek elején már olyan ügyekkel találta magát szemben, amelyek kedvezőtlenül befolyásolhatták az ország gazdasági politikáját és védelmi rendszerét. Ilyen gondok voltak a Szovjetunióból és Kínából érkező segélyek apadása, a viszály az előbb említett két állam között, Észak-Korea ellentétei az Amerikai Egyesült Államokkal és Dél-Koreával, Phenjan és Moszkva egyet nem értése, valamint a szovjet–észak-koreai barátság újraértelmezése. Ezek az események tették szükségessé az önellátást. A munkáspárt az áldozathozatal, a szigorúság és a hazafiasság szellemében próbálta elfogadtatni a dzsucsét a néppel. Az 1960-as évek közepére azonban Észak-Korea ismét fellélegezhetett: sikerült javítani Phenjan és Moszkva kapcsolatán, és a két ország újra szoros gazdasági és katonai együttműködést tudhatott magáénak.